# Robert Fowler (Radsportler)
Robert Gerard „Bobby“ Fowler (* 3. Dezember 1931 in Krugersdorp; † 27. Dezember 2001 in Johannesburg) war ein südafrikanischer Radrennfahrer und nationaler Meister im Radsport.
Dreimal nahm Robert Fowler an Olympischen Sommerspielen teil. 1952 in Helsinki startete er in zwei Disziplinen, im olympischen Straßenrennen, sowie in der die Mannschaftsverfolgung. In der Mannschaftswertung kam sein Team nicht in die Wertung. Mit dem südafrikanischen Bahn-Vierer (Tommy Shardelow, Jimmy Swift, George Estman) errang er die Silbermedaille. 1956 in Melbourne konnte er das olympische Straßenrennen nicht beenden. In der Mannschaftswertung kam sein Team nicht in die Wertung. In der Mannschaftsverfolgung belegte das südafrikanische Team (Jimmy Swift, Abe Jonker, Jan Hettema) Rang vier. Vier Jahre später, bei den Spielen in Rom schied der Bahn-Vierer in der ersten Runde in der Mannschaftsverfolgung aus. 1952 bestritt die britische Bahnnationalmannschaft in Vorbereitung auf die olympischen Wettkämpfe eine Wettkampfreise durch Südafrika. Die britischen Fahrer unterlagen überraschend in beiden ausgetragenen Länderkämpfen in Johannesburg und in Paarl gegen die südafrikanische Nationalmannschaft, deren Mitglied er war.
1954 errang Fowler bei den British Empire and Commonwealth Games in Vancouver die Bronzemedaille in der Einerverfolgung. Er war auch bei Straßenrennen, vor allem in Südafrika, erfolgreich. So gewann er 1955 das Marathon-Rennen Johannesburg-Paarl über 1361 Kilometer. 1958 gewann er die nationale Meisterschaft im Straßenrennen.